# Championnat de Hong Kong de football 1998-1999
Navigation
Saison précédente Saison suivante
La saison 1998-1999 du Championnat de Hong Kong de football est la cinquante-quatrième édition de la première division à Hong Kong, la First Division League. Elle regroupe, sous forme d'une poule unique, les huit meilleures équipes du pays qui se rencontrent deux fois, à domicile et à l'extérieur. Le vainqueur de cette première phase obtient sa qualification pour la finale nationale. Une deuxième phase voit les quatre premiers s'affronter à nouveau pour déterminer le deuxième club qualifié pour la finale tandis que les quatre derniers se rencontrent pour éviter la relégation.
C'est le club de Happy Valley AA qui remporte le championnat cette saison après avoir terminé en tête de la première phase puis battu South China AA lors de la finale nationale. C'est le troisième titre de champion de Hong Kong de l'histoire du club, le premier depuis 1989.

## Clubs participants
- South China AA
- Sai Kung's Friend FC - Promu de D2
- Happy Valley AA
- Sing Tao SC
- Yee Hope FC
- Instant-Dict FC
- Golden FC
- Uhlsport Rangers

## Compétition
Le barème de points servant à établir les classements se décompose ainsi :
- Victoire : 3 points
- Match nul : 1 point
- Défaite : 0 point

### Première phase

#### Classement
| Rang | Équipe                | Pts | J  | G  | N | P  | Bp | Bc | Diff |
| ---- | --------------------- | --- | -- | -- | - | -- | -- | -- | ---- |
| 1    | Happy Valley AA       | 30  | 14 | 10 | 0 | 4  | 31 | 14 | +17  |
| 2    | South China AA        | 22  | 14 | 6  | 4 | 4  | 24 | 15 | +9   |
| 3    | Yee Hope FC           | 22  | 14 | 6  | 4 | 4  | 30 | 27 | +3   |
| 4    | Golden FC             | 22  | 14 | 7  | 1 | 6  | 26 | 27 | -1   |
| 5    | Sing Tao SC           | 19  | 14 | 5  | 4 | 5  | 26 | 18 | +8   |
| 6    | Instant-Dict FCT      | 16  | 14 | 4  | 4 | 6  | 22 | 28 | -6   |
| 7    | Uhlsport Rangers      | 16  | 14 | 4  | 4 | 6  | 21 | 29 | -8   |
| 8    | Sai Kung's Friend FCP | 10  | 14 | 3  | 1 | 10 | 21 | 43 | -22  |

|  | Qualifications pour la finale nationale et la poule des champions |
|  | Qualification pour la poule des champions                         |
|  | Participation à la poule de relégation                            |
|  | T : Tenant du titre P : Promu de deuxième division                |

#### Matchs
| Résultats (▼dom., ►ext.)                                   | Gol | Hap | Ins | Ran | Sai | Sin | Sou | Yee |
| Golden FC                                                  |     | 0-4 | 1-2 | 2-0 | 2-4 | 4-1 | 3-0 | 2-0 |
| Happy Valley AA                                            | 2-3 |     | 2-0 | 7-0 | 1-0 | 0-2 | 3-1 | 2-0 |
| Instant-Dict FC                                            | 0-1 | 6-2 |     | 2-2 | 3-2 | 1-1 | 2-2 | 3-3 |
| Uhlsport Rangers                                           | 6-1 | 0-3 | 2-0 |     | 5-5 | 0-3 | 2-0 | 1-1 |
| Sai Kung's Friend FC                                       | 2-4 | 0-2 | 1-4 | 1-0 |     | 0-4 | 1-6 | 3-2 |
| Sing Tao SC                                                | 1-1 | 0-1 | 3-0 | 1-2 | 4-0 |     | 0-0 | 5-5 |
| South China AA                                             | 2-0 | 0-1 | 1-1 | 1-1 | 3-0 | 2-0 |     | 1-1 |
| Yee Hope FC                                                | 3-2 | 2-1 | 4-0 | 2-0 | 3-2 | 2-1 | 2-4 |     |
| - Victoire à domicile - Match nul - Victoire à l'extérieur |     |     |     |     |     |     |     |     |

### Deuxième phase
Les équipes démarrent la deuxième phase avec la moitié du total de points et de buts acquis lors de la première phase.

#### Poule des champions
| Rang | Équipe          | Pts | J | G | N | P | Bp | Bc | Diff |  | Résultats (▼ dom., ► ext.) | Sou | Hap | Yee | Gol |
| ---- | --------------- | --- | - | - | - | - | -- | -- | ---- |  | -------------------------- | --- | --- | --- | --- |
| 1    | South China AAC | 25  | 6 | 4 | 2 | 0 | 19 | 11 | +8   |  | South China AAC            |     | 0-0 | 2-1 | 2-1 |
| 2    | Happy Valley AA | 22  | 6 | 2 | 1 | 3 | 26 | 16 | +10  |  | Happy Valley AA            | 0-1 |     | 5-2 | 3-2 |
| 3    | Yee Hope FC     | 18  | 6 | 2 | 1 | 3 | 26 | 26 | 0    |  | Yee Hope FC                | 0-1 | 3-2 |     | 4-1 |
| 4    | Golden FC       | 16  | 6 | 1 | 2 | 3 | 20 | 25 | -5   |  | Golden FC                  | 1-1 | 1-0 | 1-1 |     |

|  | Qualifications pour la finale nationale |
|  | C : Vainqueur de la Coupe de Hong Kong  |

#### Poule de relégation
| Rang | Équipe                 | Pts  | J | G | N | P | Bp | Bc | Diff |  | Résultats (▼ dom., ► ext.) | Ins | Sin | Sai | Ran |
| ---- | ---------------------- | ---- | - | - | - | - | -- | -- | ---- |  | -------------------------- | --- | --- | --- | --- |
| 1    | Instant-Dict FCT       | 23   | 6 | 5 | 0 | 1 | 27 | 18 | +9   |  | Instant-Dict FCT           |     | 3-1 | 3-0 | 2-0 |
| 2    | Sing Tao SC            | 18.5 | 6 | 3 | 0 | 3 | 24 | 18 | +6   |  | Sing Tao SC                | 0-1 |     | 0-3 | 5-0 |
| 3    | Sai Krung's Friend FCP | 14   | 6 | 3 | 0 | 3 | 21 | 34 | -13  |  | Sai Krung's Friend FCP     | 1-6 | 1-2 |     | 2-0 |
| 4    | Uhlsport Rangers       | 11   | 6 | 1 | 0 | 5 | 15 | 31 | -16  |  | Uhlsport Rangers           | 2-1 | 1-3 | 1-3 |     |

|  | Retrait du championnat en fin de saison            |
|  | T : Tenant du titre P : Promu de deuxième division |

- Sing Tao SC se retire du championnat à l'issue de la saison, ce qui évite la relégation aux Rangers.

### Finale nationale
| 16 mai 1999 | Happy Valley AA  | 1 - 1 | South China AA      | Hong Kong Stadium, Hong Kong |                      |
|             | Alen Bajkusa 41e |       | Cheng Siu Chung 80e | Spectateurs : 10 258         | Spectateurs : 10 258 |
|             | Tirs au but 8-7  |       |                     | Spectateurs : 10 258         | Spectateurs : 10 258 |

## Bilan de la saison
| Championnat de Hong Kong de football 1998-1999 |                            |
| Champion                                       | Happy Valley AA (3e titre) |
| Coupes et trophées                             |                            |
| Vainqueur de la Coupe de Hong Kong 1998-1999   | South China AA             |
| Qualifications continentales                   |                            |
| Coupe d'Asie des clubs champions 1999-2000     | Happy Valley AA            |
| Coupe des Coupes 1999-2000                     | South China AA             |
| Promotions et relégations                      |                            |
| Promus en First Division League                | Kitchee SC                 |
| Relégués en Second Division League             | Sing Tao SC (retrait)      |